# Torta di fioretto
La torta di fioretto, anche chiamata focaccia di fioretto (fügascia de fiorétt in dialetto), è un dolce tipico della Valchiavenna.

## Descrizione
La torta di fioretto è una focaccia dolce di grano tenero, con burro, uova e zucchero, cosparso di semi di fioretto (il fiore essiccato del finocchio selvatico).
Esistono anche delle varianti che prevedono uno strato di confettura di albicocca o mirtilli all'interno.